# Ze'ev Herring
Ze'ev Herring (hebrejsky: זאב הרינג, žil 1910 – 26. února 1988) byl izraelský politik a poslanec Knesetu za stranu Ma'arach.

## Biografie
Narodil se ve městě Přemyšl v Rakousku-Uhersku (dnes Polsko). Vystudoval právo na Varšavské univerzitě, absolvoval také London School of Economics. V roce 1940 přesídlil do dnešního Izraele a dobrovolně vstoupil do britské armády a sloužil v Židovské brigádě. V letech 1945–1946 pomáhal obětem holokaustu a organizoval imigraci do dnešního Izraele.

## Politická dráha
Byl aktivní v židovských studentských organizacích, stal se členem sionistické strany (Sionistická socialistická dělnická strana), jejímž generálním tajemníkem ve východní Haliči byl. Vydával stranický týdeník v jidiš. V roce 1954 se stal členem výkonného výboru odborové centrály Histadrut, kde pak v letech 1954–1969 působil jako člen organizačního výboru. Přesedal také oddělení Histadrutu pro vnější vztahy. V letech 1956–1960 přednášel politologii na Telavivské univerzitě.
V izraelském parlamentu zasedl po volbách v roce 1969, do nichž šel za Ma'arach. Byl členem výboru pro vzdělávání a kulturu, výboru pro ústavu, právo a spravedlnost a finančního výboru. Ve volbách v roce 1973 mandát neobhájil.